# تيلكومسيل
تيلكومسيل أو PT Telekomunikasi Selular ، التي تتداول باسم تيلكومسيل ، هي مزود شبكة لاسلكية إندونيسية تأسست عام 1995 وهي شركة تابعة لـ Telkom Indonesia . يقع مقرها الرئيسي في جنوب جاكرتا .
تيلكومسيل هي أكبر شركة اتصالات لاسلكية في البلاد مع 172 مليون عميل اعتبارًا من عام 2018. تقوم الشركة بتشغيل شبكة GSM الخاصة بها على نطاق التردد 900-1800 ميغاهيرتز، وكذلك خدمات 3G و4G على ترددات أخرى. تدير تيلكومسيل مجموعة متنوعة من العلامات التجارية لبطاقة sim ، من أهمها simPATI و kartuHALO. تختلف هذه العلامات التجارية في نموذج الدفع الخاص بها (المدفوعة مسبقًا مقابل الدفع المسبق) وكذلك الأسعار. اعتبارًا من 31 مارس 2015 ، حصلت تيلكومسيل على 46٪ من حصة سوق الخدمات اللاسلكية الإندونيسية.

## التاريخ
تأسست تيلكومسيل في 26 مايو 1995 في جاكرتا، اندونيسيا. وتمتلك Telkom Indonesia غالبية الأسهم بنسبة 65٪ من الأسهم، بينما تمتلك سنغافورة للاتصالات المحدودة الأقلية 35٪. في نوفمبر 1997 ، أصبحت Telkomsel أول شركة اتصالات لاسلكية في آسيا تقدم خدمات GSM المدفوعة مسبقًا. في سبتمبر 2006 ، أصبحت تيلكومسيل أول شركة طيران في البلاد تطلق خدمة 3G. '